# Romtelecom
Romtelecom è stata la più grande compagnia di telecomunicazioni in Romania; la maggior parte delle azioni era detenuta dalla società greca di telecomunicazioni OTE (54,01% delle azioni). Lo Stato rumeno aveva anche una quota di minoranza del 45,99% nella società. La società aveva il monopolio della fornitura di servizi di telefonia fissa fino al 1º gennaio 2003. Attualmente, secondo il comunicato stampa del 1º trimestre del Gruppo OTE 2006, Romtelecom ha 3.835.647 linee telefoniche fisse, in calo rispetto a 4.279.038 alla fine del 1º trimestre 2005. A partire dal 24 marzo 2013, data in cui la rete Zapp operante su CDMA è stata chiusa, Romtelecom è rimasta con l'unica rete CDMA nel Paese fino al 1º gennaio 2015 quando la rete è stata chiusa, mettendo fine alla tecnologia CDMA in Romania.

## Storia
Nel 1930 viene fondata la Societatea Anonimă Română de Telefoane (Compagnia Telefonica Anonima Rumena), oltre il 90% del suo valore è un investimento estero di ITT Corporation.
Durante questo periodo (1930-1933), SART commissionò Palatul Telefoanelor (Palazzo del Telefono), un edificio storico a Bucarest. Sebbene l'edificio abbia sofferto di numerosi terremoti e bombardamenti, è ancora in piedi e recentemente ha subito un processo di ricostruzione e riconsolidamento.
Nel 1949, SART fu nazionalizzata e trasformata in una divisione del Ministero delle Poste e delle Telecomunicazioni. La lentezza dello sviluppo tecnologico che seguì fu in linea con una tendenza più generale nel paese durante il periodo comunista, che durò fino al 1989.
Nel dicembre 1989, ROM-POST-TELECOM è stata creata come operatore postale e di telecomunicazioni, indipendente dal ministero. Il nome attuale di Romtelecom è stato dato dopo una riorganizzazione nel luglio 1991, quando alla società statale è stato dato anche il monopolio per i servizi di telecomunicazione di base.
Nel 1997 è stata venduta una quota del 35% alla società greca OTE. In seguito è sorto un caso di corruzione intorno a dettagli di questa privatizzazione, ma alla fine non sono state prese misure.
Da allora OTE ha acquisito un ulteriore 18% delle azioni ed è quindi diventato il principale azionista della società.
Nell'aprile 2009 Romtelecom ha lanciato la prima rete CDMA a 420 MHz nel paese con il marchio "Clicknet Mobile".